# 東大崎村 (宮城県)
東大崎村（ひがしおおさきむら）は、1950年（昭和25年）まで宮城県玉造郡の南西部にあった村。現在の大崎市古川大崎・古川清水・古川新田にあたる。

## 沿革
- 1896年（明治29年）4月1日 - 大崎村を東大崎村と西大崎村に分割したため発足。東大崎村の範囲は江戸時代の名生村・伏見村・三丁目村・成田村・新田村に相当する。
- 1950年（昭和25年）12月16日 - 遠田郡富永村・栗原郡長岡村と共に古川市に編入。

## 行政
- 歴代村長

| 代 | 氏名         | 就任                       | 退任                       | 備考 |
| -- | ------------ | -------------------------- | -------------------------- | ---- |
| 1  | 大場勝治     | 明治29年（1896年）5月29日  |                            |      |
| 2  | 鹿野善太郎   | 明治37年（1904年）4月      |                            |      |
| 3  | 鈴木劭左衛門 | 明治39年（1906年）11月22日 | 明治43年（1910年）11月21日 |      |
| 4  | 大場助四郎   | 明治43年（1910年）11月24日 | 大正3年（1914年）2月27日   |      |
| 5  | 大場勝治     | 大正3年（1914年）11月30日  | 大正5年（1916年）5月21日   | 再任 |
| 6  | 中鉢繁三郎   | 大正6年（1917年）1月15日   | 大正10年（1921年）1月14日  |      |
| 7  | 門脇繁三郎   | 大正10年（1921年）4月6日   | 大正14年（1925年）4月5日   |      |
| 8  | 中鉢作太郎   | 大正14年（1925年）5月7日   | 昭和8年（1933年）5月6日    |      |
| 9  | 星亀治       | 昭和8年（1933年）5月25日   | 昭和12年（1937年）5月24日  |      |
| 10 | 中鉢静       | 昭和12年（1937年）5月31日  | 昭和21年（1946年）11月25日 |      |
| 11 | 渋谷庄治     | 昭和22年（1947年）4月8日   | 昭和25年（1950年）12月15日 |      |

## 交通

### 鉄道
- 国鉄陸羽東線：駅なし

※合併後の昭和30年（1955年）に東大崎駅が開業。